# Haliotis midae

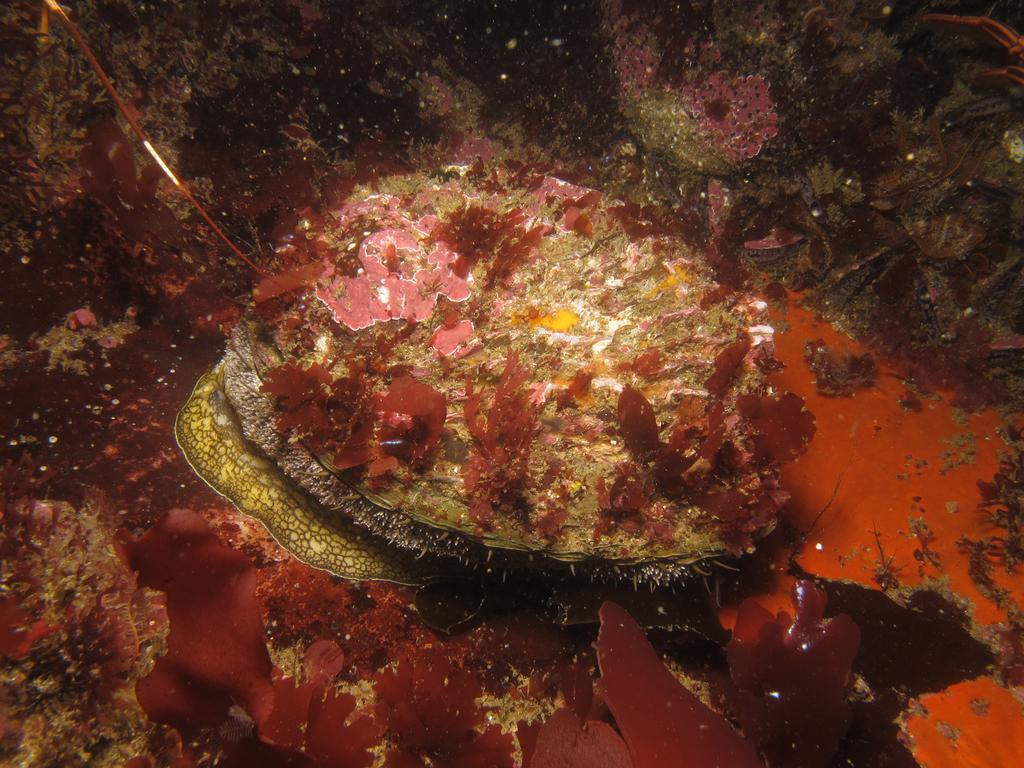
Abalone Haliotis midae

Haliotis midae, known commonly as the South African abalone or the perlemoen abalone, là một loài ốc biển, là động vật thân mềm chân bụng sống ở biển thuộc họ Haliotidae, the abalones.

## Subspecies
- Haliotis midae volcanius Patamakanthin & Eng, 2007[1]

## Phân bố
Haliotis midae is đặc hữu của the waters off Nam Phi.

## Hình ảnh

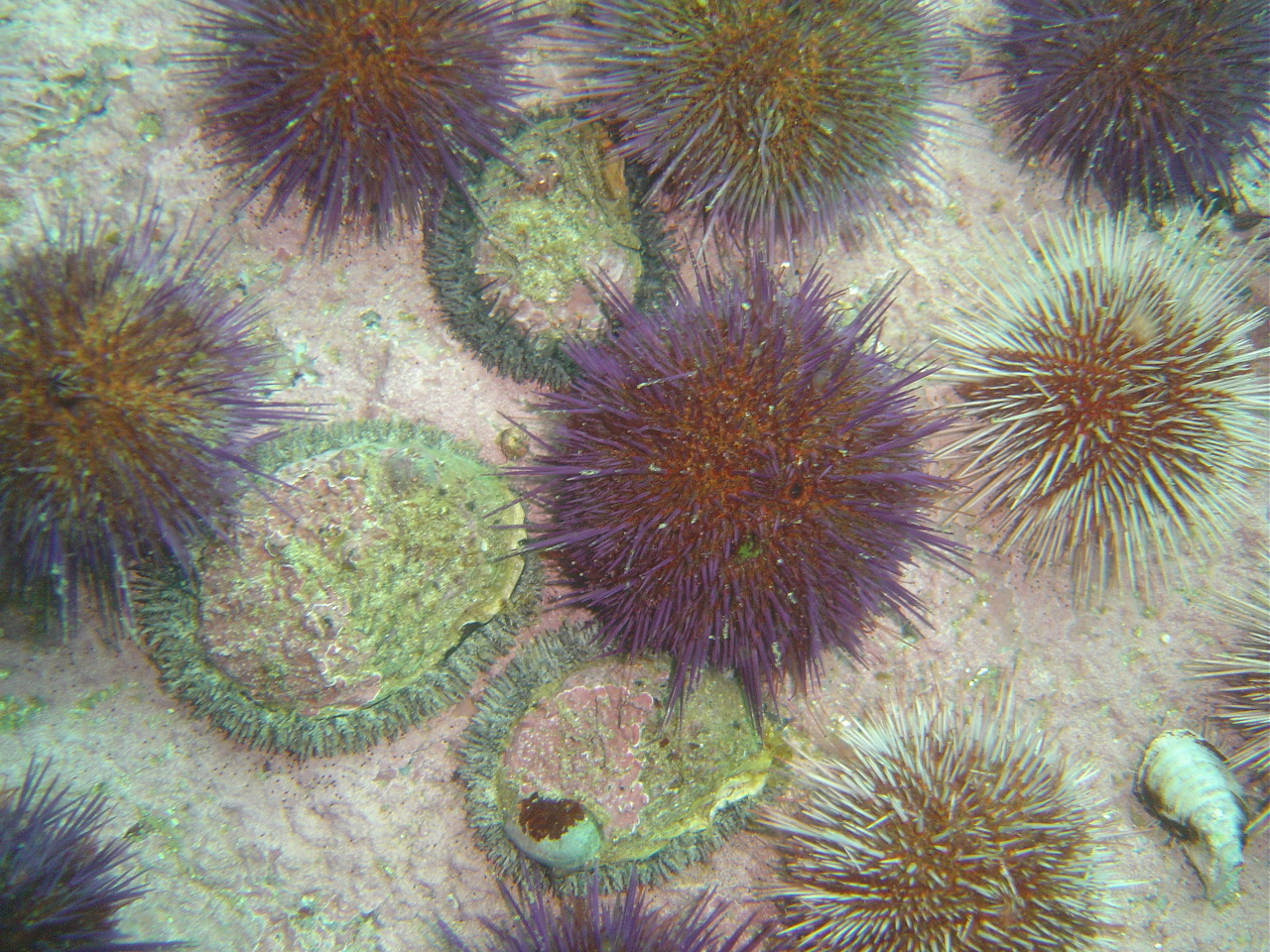
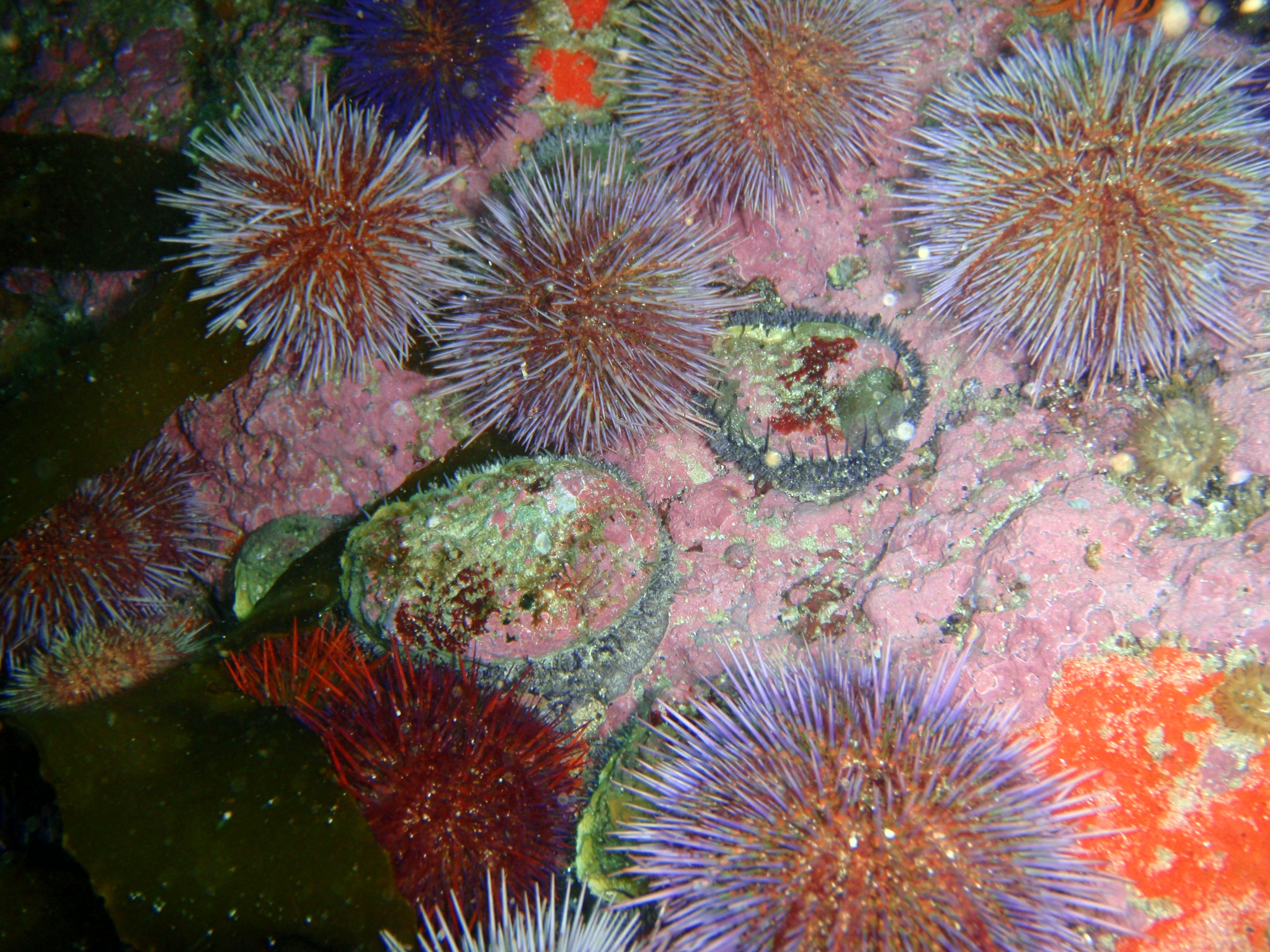
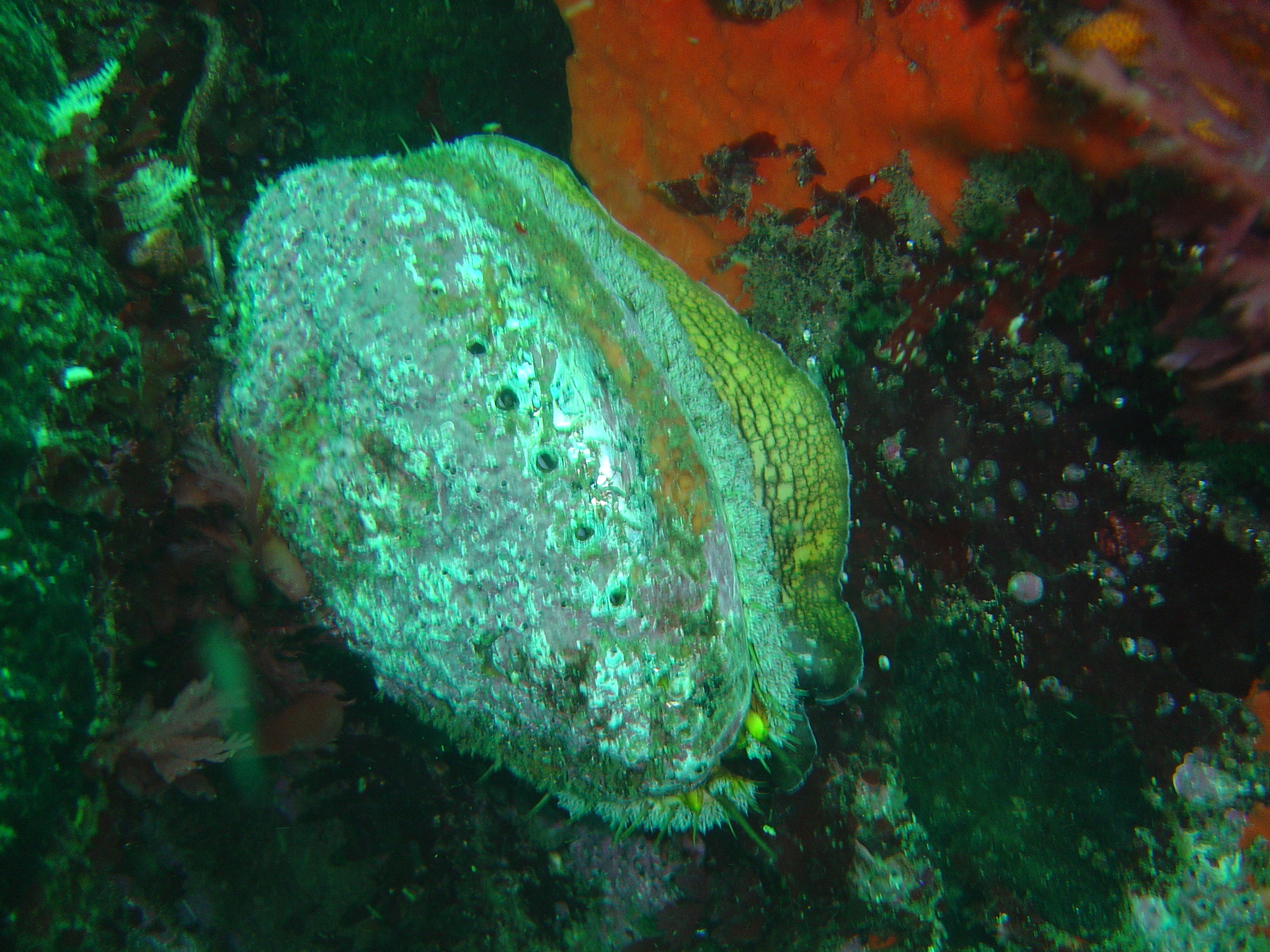
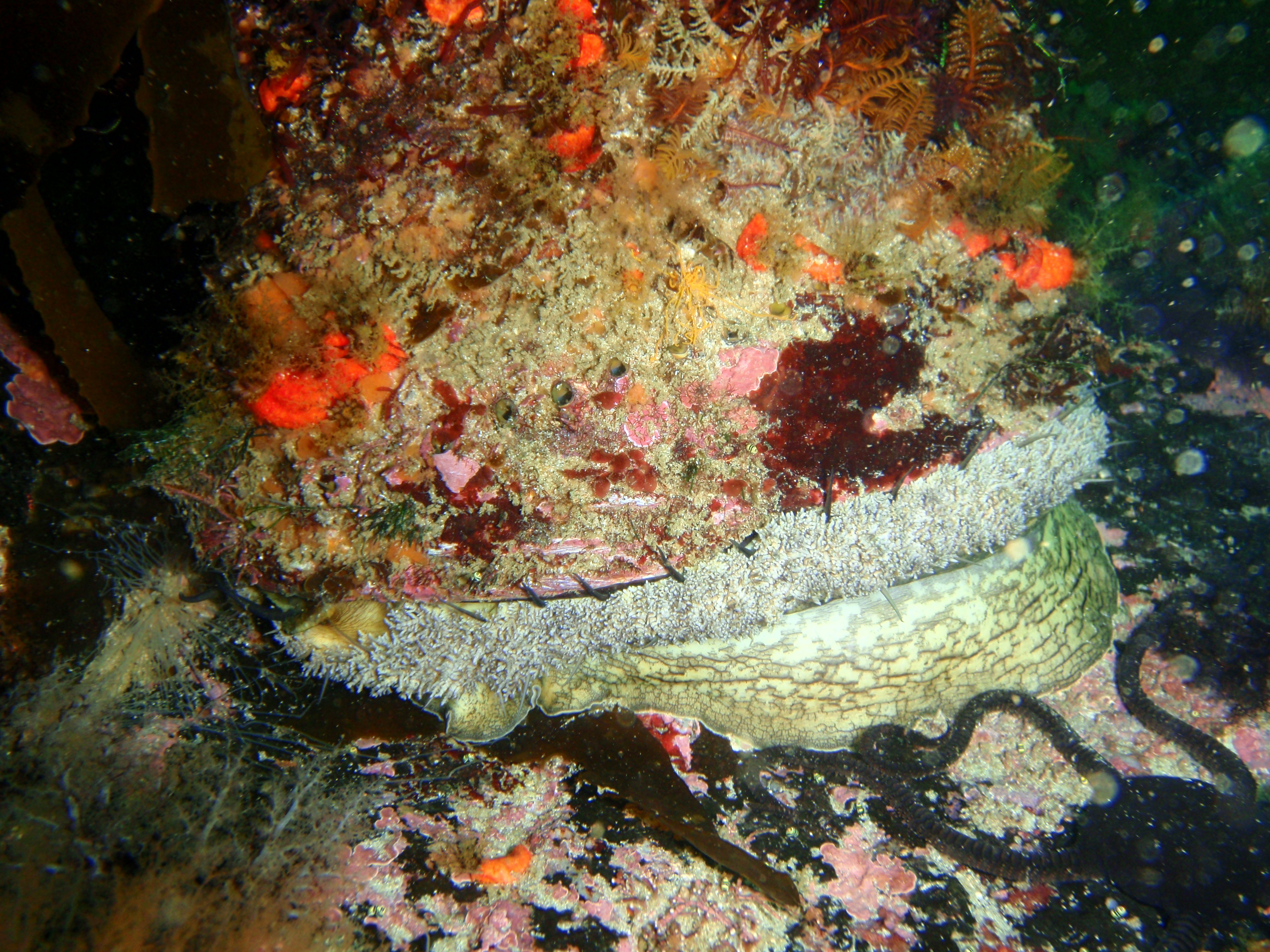